# العرب البلديون
العرب البلديين هم أحد عناصر المجتمع الأندلسي وهو اسم يطلق على الفاتحين الأوائل لبلاد الأندلس. ويصفهم ابن الأبار في الحلة السيراء: "العرب البلديون هم الجند الأول"، أي الذين وقع على عاتقهم الفتح بينما جاء بقية الجند بعد نهايته، وكان أغلبهم قد قدم إلى الأندلس في عهد الأمويين، ومن ضمن هؤلاء الفاتحين البربر الأمازيغ، وقد استولى الشاميون على أراضي الفاتحين الأوائل بعد ثورة البربر بالأندلس سنة 741م/123هـ حيث قامت قوات القائد العسكري الأموي بلج بن بشر القشيري بملاحقتهم واخراجهم من أراضيهم. ويروي ابن الخطيب في الإحاطة في أخبار غرناطة:كان البلديون يغزون كما يغزو الشاميون، لكنهم لا يحصلون على أية امتيازات، حيث كانوا يؤدون العشر مع سائر أهل البلد ولا ينالون العطاء عقب الغزوات التي كانوا يشتركون فيها مع غيرهم.